# Drumien
| Systeem                                                                                 | Serie        | etage        | Ouderdom (Ma) |
| --------------------------------------------------------------------------------------- | ------------ | ------------ | ------------- |
| Ordovicium                                                                              | Onder        | Tremadocien  | jonger        |
| Cambrium                                                                                | Furongien    | 10e etage    | 485,4–489,5   |
| Cambrium                                                                                | Furongien    | Jiangshanien | 489,5-494     |
| Cambrium                                                                                | Furongien    | Paibien      | 494–497       |
| Cambrium                                                                                | Miaolingien  | Guzhangien   | 497–500,5     |
| Cambrium                                                                                | Miaolingien  | Drumien      | 500,5-504,5   |
| Cambrium                                                                                | Miaolingien  | Wuliuen      | 504,5–509     |
| Cambrium                                                                                | 2e serie     | 4e etage     | 509–514       |
| Cambrium                                                                                | 2e serie     | 3e etage     | 514-521       |
| Cambrium                                                                                | Terreneuvien | 2e etage     | 521-529       |
| Cambrium                                                                                | Terreneuvien | Fortunien    | 529–541,0     |
| Ediacarium                                                                              | Ediacarium   | Ediacarium   | ouder         |
| Indeling van het Cambrium volgens de ICS. Cursieve ouderdommen zijn slechts indicaties. |              |              |               |

Het geologisch tijdperk Drumien is een tijdsnede (of stratigrafisch gezien, een etage) in het derde (nog naamloze) tijdvak in het Cambrium. Het Drumien duurde van rond de 504,5 tot 500,5 Ma. Het volgde op het Wuliuen en ging vooraf aan het Guzhangien.

## Naam en definitie
Het Drumien is genoemd naar de Drum Mountains in de Amerikaanse staat Utah, waar zich ook de golden spike van de etage bevindt. De etage werd in 2007 officieel toegevoegd aan de geologische tijdschaal van de ICS.
De basis van het Drumien ligt bij het eerste voorkomen van de trilobiet Ptychagnostus atavus, de top ligt bij het eerste voorkomen van de trilobiet Lepjopyge laevigata.